# Ein Elkaram
Ein Elkaram (tiếng Ả Rập: عين الكرم) là một ngôi làng Syria nằm ở phó huyện Wadi al-Uyun ở huyện Masyaf, Hama. Theo Cục Thống kê Trung ương Syria (CBS), Ein Elkaram có dân số 564 người trong cuộc điều tra dân số năm 2004.